# Atullya dentata
Atullya dentata är en stekelart som beskrevs av Surekha och T.C. Narendran 1988. Atullya dentata ingår i släktet Atullya och familjen finglanssteklar. Inga underarter finns listade.